# Adelheidkirche
Adelheidkirche ist der Name folgender Kirchen
- St. Hedwig und Adelheid, Adelebsen bei Göttingen
- Kapelle St. Adelheidis im Bonner Ortsteil Pützchen-Bechlinghoven
- St. Adelheid am Pützchen im Bonner Ortsteil Pützchen
- St. Adelheid (Geldern)
- St. Adelheid (Köln-Neubrück)
- St. Adelheid (Müllekoven), Troisdorf
- Theatinerkirche (München)